# Omoda 5
Der Omoda 5 (in China Chery Omoda 5) ist ein Sport Utility Vehicle des chinesischen Automobilherstellers Chery Automobile, das unter der Marke Omoda vermarktet wird.

## Geschichte
Vorgestellt wurde das Fahrzeug im November 2021 auf der Guangzhou Auto Show. Ab Juli 2022 wurde es auf dem chinesischen Markt verkauft. In Russland wird die Baureihe seit Oktober 2022 als Omoda C5 und in Israel seit November 2022 als Chery FX vermarktet. Ein Export unter anderem nach Europa erfolgt seit Mai 2023, beginnend mit Italien. Die elektrisch angetriebene Version EV der Baureihe debütierte im April 2023 auf der Shanghai Auto Show. Optisch überarbeitet wurde der Omoda 5 im September 2024.
Auf Basis des Omoda 5 präsentierte Chery im Dezember 2024 den Chery Tiggo 5X High Energy für China.

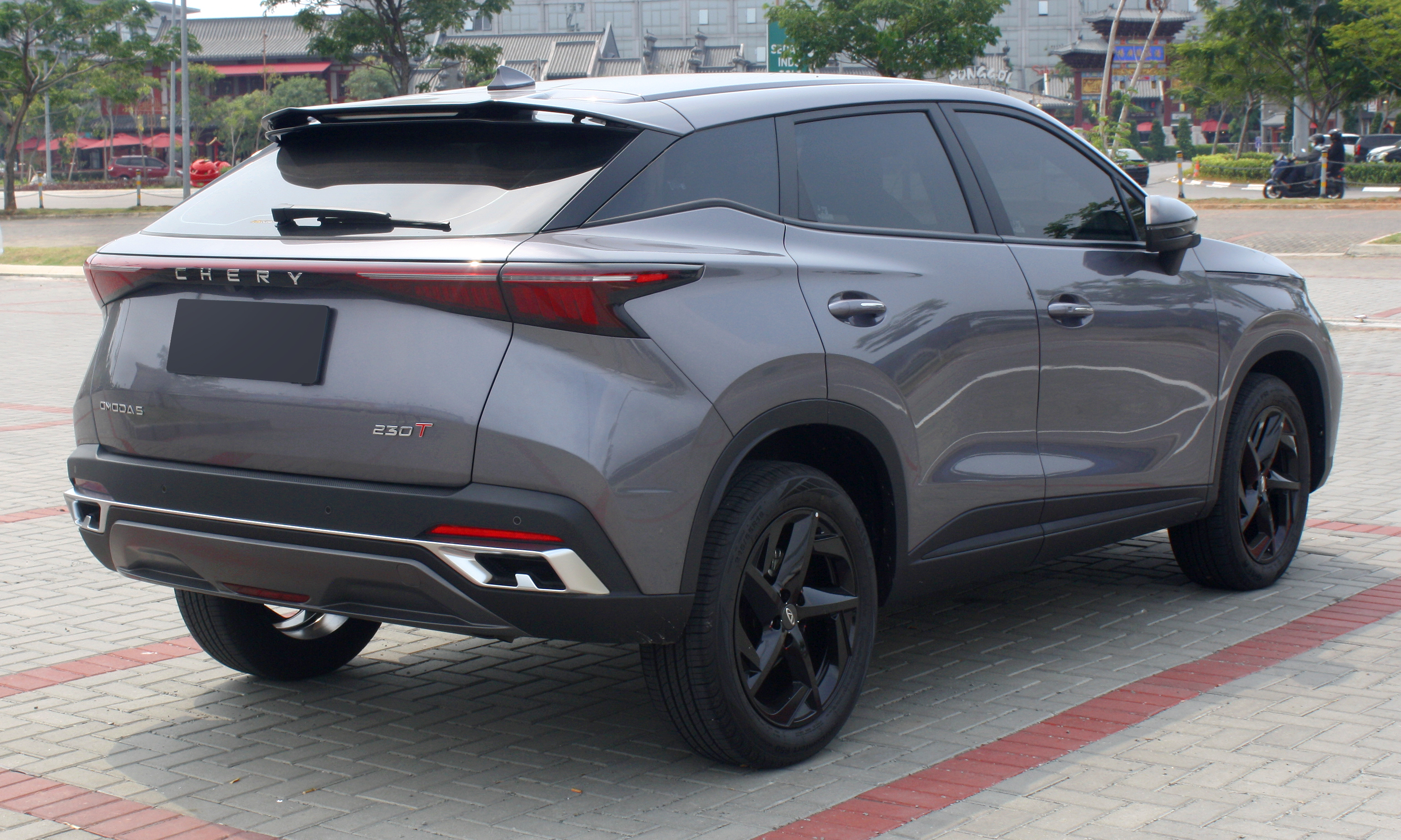
Heckansicht
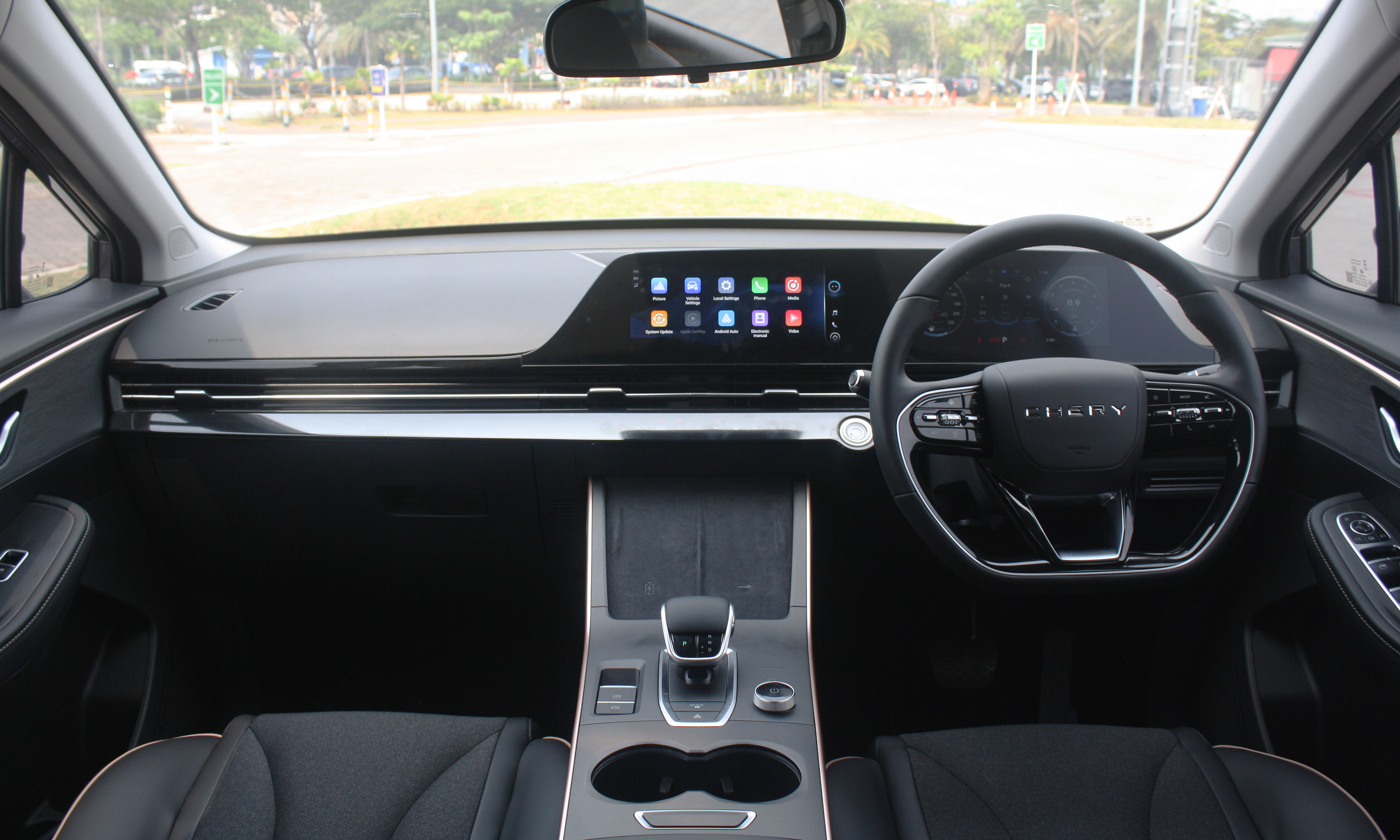
Innenansicht
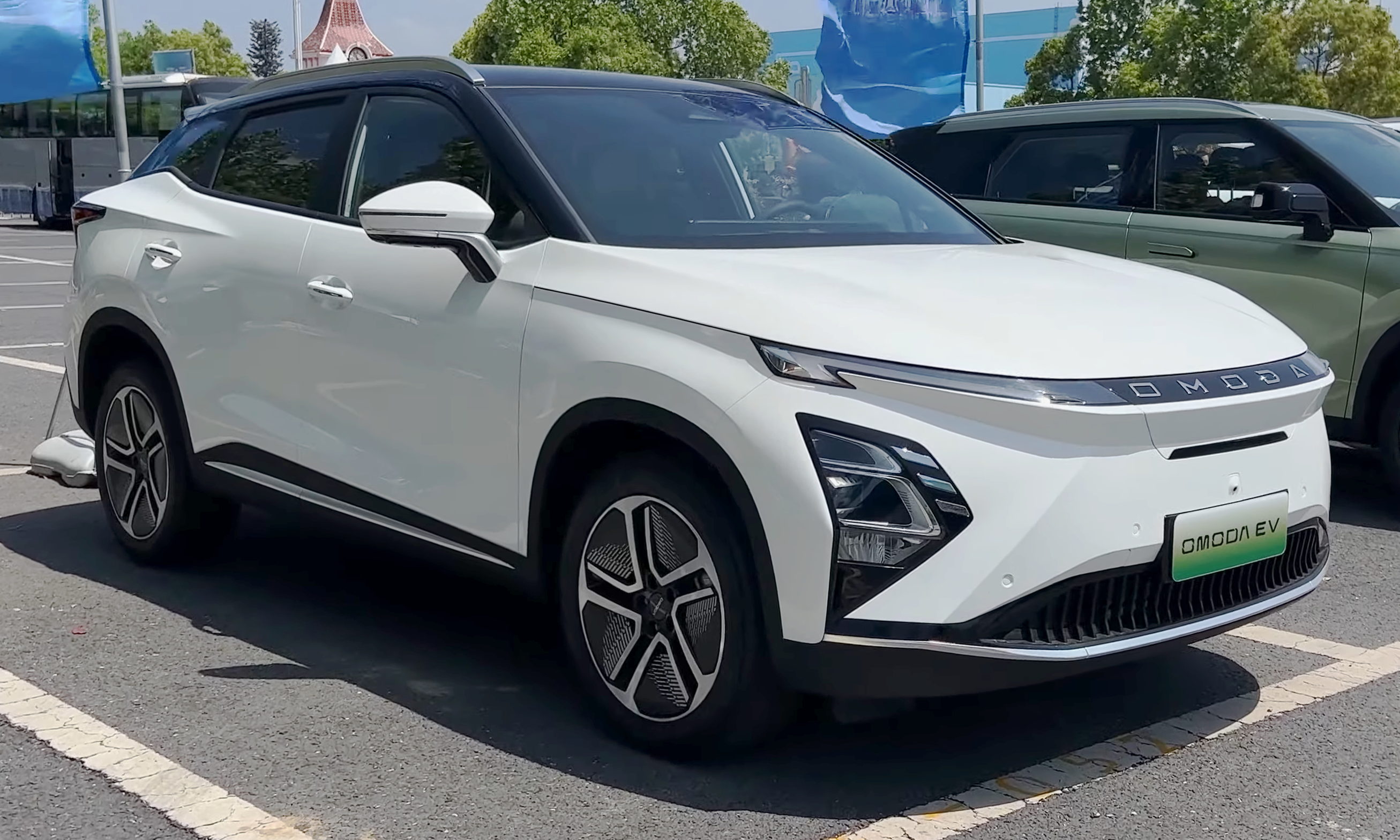
Omoda 5 EV (seit 2024)

## Sicherheit
Ende 2022 wurde das Fahrzeug vom Euro NCAP auf die Fahrzeugsicherheit getestet. Es erhielt fünf von fünf möglichen Sternen.

## Technische Daten
Angetrieben wird der Omoda 5 entweder von einem 1,5-Liter-Ottomotor mit bis zu 115 kW (156 PS) oder einem 1,6-Liter-Ottomotor mit bis zu 145 kW (197 PS). Beide Versionen haben einen Turbolader und Vorderradantrieb. Das schwächere Modell hat ein stufenloses Getriebe, das stärkere ein 7-Stufen-Doppelkupplungsgetriebe. Nur in Russland ist die Baureihe auch mit Allradantrieb erhältlich.
|                                                              | 1.5T                   | 1.5T                   | 1.6T                             | 1.6T                             | 1.6T                             | 1.6T                             | EV                            |
| ------------------------------------------------------------ | ---------------------- | ---------------------- | -------------------------------- | -------------------------------- | -------------------------------- | -------------------------------- | ----------------------------- |
| Markt                                                        | Russland               | China                  | Europa                           | Russland                         | Europa                           | China                            | China                         |
| Bauzeitraum                                                  | seit 10/2022           | 07/2022–12/2024        | seit 07/2024                     | seit 03/2023                     | seit 04/2024                     | 07/2022–12/2024                  | seit 02/2024                  |
| Motorkenndaten                                               |                        |                        |                                  |                                  |                                  |                                  |                               |
| Motorart                                                     | Ottomotor              | Ottomotor              | Ottomotor                        | Ottomotor                        | Ottomotor                        | Ottomotor                        | Elektromotor                  |
| Motorbauart                                                  | R4                     | R4                     | R4                               | R4                               | R4                               | R4                               | —                             |
| Hubraum                                                      | 1498 cm³               | 1498 cm³               | 1598 cm³                         | 1598 cm³                         | 1598 cm³                         | 1598 cm³                         | —                             |
| max. Leistung bei min−1                                      | 108 kW (147 PS) / 5500 | 115 kW (156 PS) / 5500 | 108 kW (147 PS) / 5500           | 110 kW (150 PS) / 5500           | 137 kW (186 PS) / 5500           | 145 kW (197 PS) / 5500           | 150 kW (204 PS)               |
| max. Drehmoment bei min−1                                    | 210 Nm / 1750–4000     | 230 Nm / 1750–4000     | 275 Nm / 1750–2750               | 275 Nm / 2000–3800               | 275 Nm / 1750–4500               | 290 Nm / 2000–4000               | 340 Nm                        |
| Kraftübertragung                                             |                        |                        |                                  |                                  |                                  |                                  |                               |
| Antrieb                                                      | Vorderradantrieb       | Vorderradantrieb       | Vorderradantrieb                 | Allradantrieb                    | Vorderradantrieb                 | Vorderradantrieb                 | Vorderradantrieb              |
| Getriebe                                                     | Stufenloses Getriebe   | Stufenloses Getriebe   | 7-Stufen-Doppelkupplungsgetriebe | 7-Stufen-Doppelkupplungsgetriebe | 7-Stufen-Doppelkupplungsgetriebe | 7-Stufen-Doppelkupplungsgetriebe | Festes Übersetzungsverhältnis |
| Messwerte                                                    |                        |                        |                                  |                                  |                                  |                                  |                               |
| Höchstgeschwindigkeit                                        | 195 km/h               | 191 km/h               | 195 km/h                         | 195 km/h                         | 206 km/h                         | 206 km/h                         | 172 km/h                      |
| Beschleunigung, 0–100 km/h                                   | 9,9 s                  | k. A.                  | 10,1 s                           | 8,6 s                            | 7,8 s                            | 7,8 s                            | 7,6 s                         |
| Leergewicht                                                  | 1456 kg                | 1420 kg                | 1530 kg                          | 1610 kg                          | 1423 kg                          | 1444 kg                          | 1785 kg                       |
| Kraftstoff-/Energieverbrauchverbrauch auf 100 km, kombiniert | 7,1 l Super            | 7,3 l Super            | 7,0 l Super                      | 7,4 l Super                      | 7,5 l Super                      | 7,1 l Super                      | 15,5 kWh                      |
| Energieinhalt Akkumulator                                    | —                      | —                      | —                                | —                                | —                                | —                                | 41 oder 61 kWh                |
| Elektrische Reichweite                                       | —                      | —                      | —                                | —                                | —                                | —                                | 300 oder 430 km               |
| Abgasnorm                                                    | Euro 5                 | China VI               | Euro 6e                          | Euro 5                           | Euro 6e                          | China VI                         | —                             |